# Квахчірі
Квахчірі (груз. კვახჭირი) — село в Грузії.
За даними перепису населення 2014 року в селі проживає 647 осіб.